# Otiothops facis
Otiothops facis là một loài nhện trong họ Palpimanidae. Loài này được phát hiện ở Brasil.